# Danh sách thương hiệu truyền thông có doanh thu cao nhất
Đây là danh sách thương hiệu truyền thông có doanh thu cao nhất. Danh sách này bao gồm các thương hiệu truyền thông mà bắt đầu từ một cuốn sách, điện ảnh, video game, sách hài hoặc chương trình truyền hình và đã mở rộng sang các hình thức truyền thông khác. Danh sách này bao gồm mọi khía cạnh của một thương hiệu cụ thể, như doanh thu phòng vé, doanh thu từ buôn bán hàng hóa, từ hoạt động cho thuê băng đĩa hình và doanh thu từ video game, giữa nhiều thứ khác nếu thông tin đó có sẵn.
Danh sách bao gồm tổng doanh thu và phân tích doanh thu. Đối với các thương hiệu mà tổng doanh thu không chắc chắn đã được báo cáo, đánh giá dựa vào kết hợp từ các hình thức truyền thông khác. Đối với thương hiệu mà doanh thu không được cập nhật, đánh giá cập nhật được dựa trên dữ liệu có sẵn.

## Danh sách
Đây là một danh sách chưa hoàn tất, và có thể sẽ không bao giờ thỏa mãn yêu cầu hoàn tất. Bạn có thể đóng góp bằng cách mở rộng nó bằng các thông tin đáng tin cậy.
| Thương hiệu                              | Năm khởi đầu | Tổng doanh thu (đô la Mỹ) | Phân tích doanh thu (ước tính) | Phương tiện truyền thông gốc | Người sáng tạo                                    | Chủ sở hữu                                                                                        |
| ---------------------------------------- | ------------ | ------------------------- | --- | ---------------------------- | ------------------------------------------------- | ------------------------------------------------------------------------------------------------- |
| Pokémon                                  | 1996         | Ước tính $100 billion     | - Licensed merchandise – 71,1 billion đô la Mỹ - Video games – 16,569 billion đô la Mỹ - Card game – 18,254 billion đô la Mỹ - Manga sales – 902 billion đô la Mỹ - Anime box office – 833 million đô la Mỹ - Home entertainment – 804 million đô la Mỹ | Video game                   | Satoshi Tajiri                                    | Nintendo (trademark) The Pokémon Company (Nintendo, Game Freak, Creatures) (copyright)            |
| Hello Kitty                              | 1974         | Ước tính $83 billion      | - Merchandise sales – 83,187 billion đô la Mỹ - Manga magazine – 23 million đô la Mỹ - Music CD sales – 3 million đô la Mỹ | Cartoon                      | Yuko Shimizu Shintaro Tsuji                       | Sanrio                                                                                            |
| Winnie the Pooh                          | 1966         | Ước tính $75 billion      | - Retail sales – 74,515 billion đô la Mỹ - DVD & Blu-ray – 35 million đô la Mỹ - Box office – 427 million đô la Mỹ | Animated cartoon             | Walt Disney Animation A. A. Milne E. H. Shepard   | The Walt Disney Company                                                                           |
| Mickey Mouse & Friends                   | 1928         | Ước tính $70 billion      | - Retail sales – 69,85 billion đô la Mỹ - VHS & DVD – 279 million đô la Mỹ - Box office – 457,4 million đô la Mỹ | Animated cartoon             | Walt Disney Ub Iwerks                             | The Walt Disney Company                                                                           |
| Star Wars                                | 1977         | Ước tính $65 billion      | - Merchandise sales – 40,294 billion đô la Mỹ - Box office – 9,491 billion đô la Mỹ - Home video – 9,002 billion đô la Mỹ - Video games – 4,703 billion đô la Mỹ - Book sales – 1,82 billion đô la Mỹ - TV revenue – 4,5 million đô la Mỹ | Film                         | George Lucas                                      | Lucasfilm (The Walt Disney Company)                                                               |
| Anpanman                                 | 1973         | Ước tính $60 billion      | - Retail sales – 60,159 billion đô la Mỹ - Box office – 42,3 million đô la Mỹ - Museum & mall – 25,1 million đô la Mỹ | Manga                        | Takashi Yanase                                    | Froebel-kan                                                                                       |
| Disney Princess                          | 2000         | Ước tính $45 billion      | - Retail sales – 44,645 billion đô la Mỹ | Animated series              | Andy Mooney                                       | The Walt Disney Company                                                                           |
| Mario                                    | 1981         | Ước tính $35 billion      | - Video games – 29,623 billion đô la Mỹ - Licensed merchandise – 4,323 billion đô la Mỹ - Manga magazine – 1,519 billion đô la Mỹ - Box office – $21 million | Arcade game                  | Shigeru Miyamoto                                  | Nintendo                                                                                          |
| Shōnen Jump                              | 1968         | Ước tính $34 billion      | - Manga magazines – 20,362 billion đô la Mỹ - Manga volumes – 13,126 billion đô la Mỹ - Video games – 217,3 million đô la Mỹ | Manga                        | Shueisha                                          | Shueisha (Hitotsubashi Group) (manga) Bandai Namco (games)                                        |
| Wizarding World / Harry Potter           | 1997         | Ước tính $30 billion      | - Box office – 8,538 billion đô la Mỹ - Book sales – 7,743 billion đô la Mỹ - Merchandise sales – 7,308 billion đô la Mỹ - Home entertainment – 3,958 billion đô la Mỹ - Video games – 1,5 billion đô la Mỹ - TV revenue – 1 billion đô la Mỹ | Novel                        | J. K. Rowling                                     | J. K. Rowling (books) Warner Bros. (AT&T) (films)                                                 |
| Marvel Cinematic Universe                | 2008         | Ước tính $29.8 billion    | - Box office – 17,534 billion đô la Mỹ - Merchandise sales – 5,43 billion đô la Mỹ - Home entertainment – 5,084 billion đô la Mỹ - Comic volumes – 1 million đô la Mỹ | Film                         | Marvel Studios                                    | Marvel Entertainment (The Walt Disney Company)                                                    |
| Spider-Man                               | 1962         | Ước tính $29.2 billion    | - Merchandise sales – 14,805 billion đô la Mỹ - Box office & home video – 6,816 billion đô la Mỹ - Video games – 1,308 billion đô la Mỹ - Comic sales – 1,063 billion đô la Mỹ - TV revenue – 880 million đô la Mỹ - Pachinko sales – 308 million đô la Mỹ - Broadway musical – 212 million đô la Mỹ                                                                                    | Comic book                   | Stan Lee Steve Ditko                              | Marvel Entertainment (The Walt Disney Company) (comics) Sony (films)                              |
| Batman                                   | 1939         | Ước tính $28.5 billion    | - Retail sales – 20,178 billion đô la Mỹ - Home video – 1,212 billion đô la Mỹ - Box office – 4,994 billion đô la Mỹ - TV revenue – 40 million đô la Mỹ | Comic book                   | Bob Kane Bill Finger                              | DC Entertainment (AT&T)                                                                           |
| Gundam                                   | 1979         | Ước tính $28 billion      | - Retail sales – 24,297 billion đô la Mỹ - Video games – 1,129 billion đô la Mỹ - Home entertainment – 887,2 million đô la Mỹ - Manga magazine – 200 million đô la Mỹ - Pachinko sales – 185 million đô la Mỹ - Anime box office – 55 million đô la Mỹ | Anime                        | Yoshiyuki Tomino                                  | Sunrise (Bandai Namco Holdings)                                                                   |
| Dragon Ball                              | 1984         | Ước tính $27.5 bililion   | - Manga magazines – 10,017 billion đô la Mỹ - Merchandise sales – 5,636 billion đô la Mỹ - Video games – 3,76 billion đô la Mỹ - Manga volumes – 6,02 billion đô la Mỹ - Home entertainment – 2,62 billion đô la Mỹ - Trading card sales – 961,3 million đô la Mỹ - Box office – 1,240 billion đô la Mỹ - Music sales – 47 million đô la Mỹ                                             | Manga                        | Akira Toriyama                                    | Bird Studio Shueisha (Hitotsubashi Group) (manga) Toei Animation (anime)                          |
| Barbie                                   | 1987         | Ước tính $22.3 billion    | - Merchandise sales – 21,635 billion đô la Mỹ - DVD & Blu-ray sales – 660 million đô la Mỹ - Box office – 5,1 million đô la Mỹ | Animated film                | Ruth Handler                                      | Mattel                                                                                            |
| Cars                                     | 2006         | Ước tính $21.7 billion    | - Merchandise sales – 19,114 billion đô la Mỹ - Box office – 2,025 billion đô la Mỹ - DVD & Blu-ray sales – 535 million đô la Mỹ | Animated film                | John Lasseter                                     | The Walt Disney Company                                                                           |
| Fist of the North Star                   | 1983         | Ước tính $21 billion      | - Pachinko & arcades – 16,795 billion đô la Mỹ - Manga magazine – 2,508 billion đô la Mỹ - Manga volumes – 1,24 billion đô la Mỹ - Console games – 373 million đô la Mỹ - Anime DVD & Blu-ray – 37 million đô la Mỹ - Licensed merchandise – 26,2 million đô la Mỹ - Anime box office – 22 million đô la Mỹ                                                                             | Manga                        | Buronson Tetsuo Hara                              | Shueisha (Hitotsubashi Group) (manga) Toei Animation (anime) Sega Sammy Holdings (games/pachinko) |
| James Bond                               | 1953         | Ước tính $20.5 billion    | - Box office – $7.078 billion - Home video sales – $Bản mẫu:To USD/data/2015 billion - Merchandise & licensing – $Bản mẫu:To USD/data/2015 billion - Book sales – $550 million | Novel                        | Ian Fleming                                       | Metro-Goldwyn-Mayer                                                                               |
| Middle-earth / Lord of the Rings         | 1937         | Ước tính $20 billion      | - Book sales – 9,125 billion đô la Mỹ - Box office – $5.896 billion - Home video sales – 4,194 billion đô la Mỹ - Merchandise sales – 435 million đô la Mỹ - Licensing – 225 million đô la Mỹ | Novel                        | J. R. R. Tolkien                                  | Tolkien Estate (books) Warner Bros. (AT&T) (films)                                                |
| Yu-Gi-Oh!                                | 1996         | Ước tính $19.8 billion    | - Card game – 11,161 billion đô la Mỹ - Merchandise sales – 4,477 billion đô la Mỹ - Manga magazine – 3,643 billion đô la Mỹ - Video games – 273 million đô la Mỹ - Manga volumes – 196 million đô la Mỹ - Anime box office – $42 million | Manga                        | Kazuki Takahashi                                  | Shueisha (Hitotsubashi Group)                                                                     |
| One Piece                                | 1997         | Ước tính $17.7 billion    | - Manga magazine – 8,507 billion đô la Mỹ - Merchandise sales – 5,593 billion đô la Mỹ - Manga volumes – 2,611 billion đô la Mỹ - Video games – 1,533 billion đô la Mỹ - Home entertainment – 1,038 billion đô la Mỹ - Anime box office – 377,1 million đô la Mỹ | Manga                        | Eiichiro Oda                                      | Shueisha (Hitotsubashi Group) Toei Animation Bandai Namco (games)                                 |
| Toy Story                                | 1995         | Ước tính $17.5 billion    | - Merchandise sales – 15 billion đô la Mỹ - Box office & TV revenue – $2.603 billion - VHS sales – 290 million đô la Mỹ - DVD & Blu-ray sales – 249 million đô la Mỹ | Animated film                | Pixar                                             | The Walt Disney Company                                                                           |
| Peanuts                                  | 1950         | Ước tính $17.3 billion    | - Retail sales – 17,003 billion đô la Mỹ - Box office – 250 million đô la Mỹ - DVD & Blu-ray sales – 35 million đô la Mỹ | 4-koma comic                 | Charles M. Schulz                                 | Sony Music Entertainment Japan (Sony Corporation) DHX Media                                       |
| Transformers                             | 1984         | Ước tính $16.8 billion    | - Retail sales – 11,68 billion đô la Mỹ - Box office – $4.385 billion - Home entertainment – $740 million | Animated series              | Takara Hasbro Nobuyuki Okude                      | Hasbro Takara Tomy                                                                                |
| KochiKame                                | 1976         | Ước tính $16.3 billion    | - Manga magazine – 15,447 billion đô la Mỹ - Manga volumes – 807 million đô la Mỹ - Box office – 10 million đô la Mỹ | Manga                        | Osamu Akimoto                                     | Shueisha (Hitotsubashi Group)                                                                     |
| Neon Genesis Evangelion                  | 1994         | Ước tính $16.2 billion    | - Pachinko sales – 11,585 billion đô la Mỹ - Merchandise sales – 2,46 billion đô la Mỹ - Home entertainment – 848,5 million đô la Mỹ - Karaoke music – 750 million đô la Mỹ - Music CD sales – 226,2 million đô la Mỹ - Manga sales – 180,5 million đô la Mỹ - Anime box office – 154,5 million đô la Mỹ - Video games – 30,1 million đô la Mỹ - Music royalties – 5,6 million đô la Mỹ | Anime                        | Hideaki Anno Gainax Tatsunoko Production          | Khara                                                                                             |
| Super Sentai / Power Rangers             | 1975         | Ước tính $16.2 billion    | - Retail sales – 15,98 billion đô la Mỹ - Licensed merchandise – 13,191 billion đô la Mỹ - DVD & Blu-ray – 15 million đô la Mỹ - Box office – 218,4 million đô la Mỹ | Television series            | Shotaro Ishinomori Haim Saban Shuki Levy          | Toei Company Hasbro Bandai Namco Holdings                                                         |
| Call of Duty                             | 2003         | Ước tính $16 billion      | - Video games – 16 billion đô la Mỹ | Computer game                | Infinity Ward                                     | Activision (Activision Blizzard)                                                                  |
| Dora the Explorer                        | 2000         | Ước tính $15.7 billion    | - Retail sales – 15,413 billion đô la Mỹ - Home video sales – 250 million đô la Mỹ | Animated series              | Chris Gifford Valerie Walsh Eric Weiner           | Nickelodeon (Viacom)                                                                              |
| The Simpsons                             | 1989         | Ước tính $15.3 billion    | - Merchandise sales – 6,818 billion đô la Mỹ - TV advertising – 5,76 billion đô la Mỹ - TV syndication – 1,15 billion đô la Mỹ - Home video sales – 1,091 billion đô la Mỹ - Box office – $527 million | Animated series              | Matt Groening                                     | 20th Century Fox                                                                                  |
| Pac-Man                                  | 1980         | Ước tính $15.1 billion    | - Video games – 14,098 billion đô la Mỹ - Merchandise & licensing – 1 billion đô la Mỹ - Music sales – 32 million đô la Mỹ | Arcade game                  | Toru Iwatani Namco                                | Bandai Namco Entertainment (Bandai Namco Holdings)                                                |
| Looney Tunes                             | 1930         | Ước tính $14.2 billion    | - Retail sales – 13,88 billion đô la Mỹ - Box office – 299 million đô la Mỹ | Animated cartoon             | Warner Bros.                                      | Warner Bros. (AT&T)                                                                               |
| SpongeBob SquarePants                    | 1999         | Ước tính $14.1 billion    | - Retail sales – 13,619 billion đô la Mỹ - Box office – 463 million đô la Mỹ | Animated series              | Stephen Hillenburg                                | Nickelodeon (Viacom)                                                                              |
| Space Invaders                           | 1978         | Ước tính $13.9 billion    | - Video game – $13.93 billion - Music single – $522,000 | Arcade game                  | Tomohiro Nishikado                                | Taito (Square Enix)                                                                               |
| The Lion King                            | 1994         | Ước tính $13.7 billion    | - Musical theatre – $8.1 billion - Merchandise sales – 3,07 billion đô la Mỹ - Home entertainment – $1.5 billion - Box office – $987 million | Animated film                | Roger Allers Rob Minkoff                          | The Walt Disney Company                                                                           |
| Teenage Mutant Ninja Turtles             | 1984         | Ước tính $12.7 billion    | - Merchandise sales – 11,288 billion đô la Mỹ - Box office – $1.15 billion - Video games – $450 million - DVD & Blu-ray sales – $124 million - VHS sales – 94,22 million đô la Mỹ - Video rentals – 67,65 million đô la Mỹ | Comic book                   | Kevin Eastman Peter Laird                         | Viacom                                                                                            |
| Dragon Quest                             | 1986         | Ước tính $12.2 billion    | - Video games – 5,791 billion đô la Mỹ - Manga magazine – 4,962 billion đô la Mỹ - Merchandise sales – 988,3 million đô la Mỹ - Manga volumes – 471,2 million đô la Mỹ | Video game                   | Yuji Horii Koichi Nakamura Akira Toriyama         | Square Enix                                                                                       |
| Ultraman                                 | 1966         | Ước tính $11.5 billion    | - Merchandise sales – 10,294 billion đô la Mỹ - Pachinko sales – 967 million đô la Mỹ - Home video sales – 275,3 million đô la Mỹ | Television series            | Eiji Tsuburaya                                    | Tsuburaya Productions (Bandai Namco Holdings)                                                     |
| Final Fantasy                            | 1987         | Ước tính $11.5 billion    | - Video games – 10,305 billion đô la Mỹ - Licensed merchandise – 416,2 million đô la Mỹ - Home video sales – 316 million đô la Mỹ - Book sales – 213,1 million đô la Mỹ - Music sales – 121 million đô la Mỹ - Box office – 92 million đô la Mỹ - Video rentals – 27 million đô la Mỹ - Card game – 14 million đô la Mỹ                                                                 | Video game                   | Hironobu Sakaguchi Hiromichi Tanaka Nasir Gebelli | Square Enix                                                                                       |
| Street Fighter                           | 1987         | Ước tính $11.5 billion    | - Video games – 11,279 billion đô la Mỹ - Box office – 128,2 million đô la Mỹ - VHS rentals – 33 million đô la Mỹ - Home video sales – 17,1 million đô la Mỹ - Soundtrack album – 7,2 million đô la Mỹ | Arcade game                  | Takashi Nishiyama Hiroshi Matsumoto               | Capcom                                                                                            |
| Frozen                                   | 2013         | Ước tính $11.3 billion    | - Merchandise sales – 9,575 billion đô la Mỹ - Box office – $1.29 billion - DVD & Blu-ray sales – $391 million - Musical theatre – 82 million đô la Mỹ | Animated film                | Chris Buck Jennifer Lee                           | The Walt Disney Company                                                                           |
| Superman                                 | 1938         | Ước tính $11.1 billion    | - Retail sales – 5,381 billion đô la Mỹ - Box office – 3,212 billion đô la Mỹ - Comic issues – 1,341 billion đô la Mỹ - DVD & Blu-ray sales – 529 million đô la Mỹ - TV revenue – 428 million đô la Mỹ - Comic magazine – 85 million đô la Mỹ - VHS sales & rentals – 74,1 million đô la Mỹ                                                                                             | Comic book                   | Jerry Siegel Joe Shuster                          | DC Entertainment (AT&T)                                                                           |
| Warcraft                                 | 1994         | Ước tính $10.7 billion    | - Video games – 10,23 billion đô la Mỹ - Box office – 434 million đô la Mỹ - DVD & Blu-ray sales – 17 million đô la Mỹ | Computer game                | Allen Adham Frank Pearce Michael Morhaime         | Blizzard Entertainment (Activision Blizzard)                                                      |
| Star Trek                                | 1966         | Ước tính $10.6 billion    | - Retail sales – 4,561 billion đô la Mỹ - TV revenue – $2.3 billion - Box office – $2.266 billion - VHS sales – $1 billion - DVD & Blu-ray – 326 million đô la Mỹ | Television series            | Gene Roddenberry                                  | CBS Corporation Paramount Pictures (Viacom)                                                       |
| Dungeon Fighter Online                   | 2005         | Ước tính $10.5 billion    | - Computer game – $10.523 billion | Computer game                | Neople                                            | Nexon                                                                                             |
| Naruto                                   | 1999         | Ước tính $10.1 billion    | - Manga magazine – 6,529 billion đô la Mỹ - Manga volumes – 1,637 billion đô la Mỹ - Licensed merchandise – 1,27 billion đô la Mỹ - Video games – 562 million đô la Mỹ - Anime box office – 147,1 million đô la Mỹ - Home entertainment – 93 million đô la Mỹ | Manga                        | Masashi Kishimoto                                 | Shueisha (Hitotsubashi Group) Pierrot                                                             |
| JoJo's Bizarre Adventure                 | 1987         | Ước tính $9.8 billion     | - Manga magazine – 8,937 billion đô la Mỹ - Manga volumes – 489 million đô la Mỹ - Video games – 306 million đô la Mỹ - Anime DVD & Blu-ray – 40 million đô la Mỹ - Licensed merchandise – 23 million đô la Mỹ - Box office – 2 million đô la Mỹ | Manga                        | Hirohiko Araki                                    | Shueisha (Hitotsubashi Group)                                                                     |
| Thanh gươm diệt quỷ                      | 2016         | 9.50 billion              | - Thương phẩm– 7,88 billion đô la Mỹ - Sách – 1.020 billion đô la Mỹ - Doanh thu điện ảnh anime – 503 million đô la Mỹ - DVD và Blu-ray – 99 million đô la Mỹ - Đĩa đơn nhạc phim – 7 million đô la Mỹ | Manga                        | Gotōge Koyoharu                                   | Shūeisha (Hitotsubashi Group)                                                                     |
| Angry Birds                              | 2009         | Ước tính $8.78 billion    | - Merchandise sales – 8,297 billion đô la Mỹ - Box office – 353 million đô la Mỹ - Video games – 100 million đô la Mỹ - DVD & Blu-ray sales – 27 million đô la Mỹ | Mobile game                  | Jaakko Iisalo                                     | Rovio                                                                                             |
| Grand Theft Auto                         | 1997         | Ước tính $8.56 billion    | - Video games – 8,561 billion đô la Mỹ | Computer game                | David Jones Mike Dailly                           | Rockstar Games (Take-Two Interactive)                                                             |
| Despicable Me / Minions                  | 2010         | Ước tính $8.36 billion    | - Merchandise sales – 3,95 billion đô la Mỹ - Box office – 3,72 billion đô la Mỹ - DVD & Blu-ray sales – 686 million đô la Mỹ | Animated film                | Sergio Pablos                                     | Illumination Entertainment (Comcast)                                                              |
| Jurassic Park                            | 1990         | Ước tính $8.19 billion    | - Box office – 4,892 billion đô la Mỹ - Retail sales – 3,3 billion đô la Mỹ - Home video sales – 678 million đô la Mỹ | Novel                        | Michael Crichton                                  | Alfred A. Knopf (novel) Universal Pictures (Comcast) (film)                                       |
| Sesame Street / The Muppets              | 1966         | Ước tính $7.91 billion    | - Merchandise sales – 7,839 billion đô la Mỹ - Box office – 452 million đô la Mỹ - TV licensing – 96 million đô la Mỹ - DVD & Blu-ray sales – 71 million đô la Mỹ - VHS sales – 2 million đô la Mỹ | Television series            | Jim Henson Joan Ganz Cooney Lloyd Morrisett       | The Muppets Studio (The Walt Disney Company) Sesame Workshop                                      |
| Pirates of the Caribbean                 | 2003         | Ước tính $7.91 billion    | - Box office – $4.524 billion - Home entertainment – 1,781 billion đô la Mỹ - Merchandise sales – $1.6 billion | Film                         | The Walt Disney Company                           | The Walt Disney Company                                                                           |
| X-Men                                    | 1963         | Ước tính $7.78 billion    | - Box office – 5,75 billion đô la Mỹ - Retail sales – 900 million đô la Mỹ - DVD & Blu-ray sales – 667 million đô la Mỹ - Comic sales – 466,4 million đô la Mỹ | Comic book                   | Stan Lee Jack Kirby                               | Marvel Entertainment (The Walt Disney Company)                                                    |
| Pretty Cure / Glitter Force              | 2004         | Ước tính $7.53 billion    | - Merchandise sales – 7,301 billion đô la Mỹ - Video games – 67,4 million đô la Mỹ - Anime box office – 161 million đô la Mỹ | Anime                        | Izumi Todo Toei Animation                         | Toei Company Asahi Broadcasting Corporation Asatsu-DK                                             |
| Sonic the Hedgehog                       | 1991         | Ước tính $7.24 billion    | - Video games – 6,228 billion đô la Mỹ - Merchandise sales – 1,005 billion đô la Mỹ - Comic sales – 7,8 million đô la Mỹ | Video game                   | Yuji Naka Naoto Ohshima Hirokazu Yasuhara         | Sega (Sega Sammy Holdings)                                                                        |
| Bleach                                   | 2001         | Ước tính $7.22 billion    | - Manga magazine – 6,168 billion đô la Mỹ - Manga volumes – 740 million đô la Mỹ - Licensed merchandise – 260 million đô la Mỹ - Anime DVD & Blu-ray – 26 million đô la Mỹ - Box office – 25 million đô la Mỹ | Manga                        | Tite Kubo                                         | Shueisha (Hitotsubashi Group) Pierrot                                                             |
| Doraemon                                 | 1969         | Ước tính $6.85 billion    | - Licensed merchandise – 5,592 billion đô la Mỹ - Anime box office – 1,262 billion đô la Mỹ | Manga                        | Fujiko F. Fujio                                   | Shogakukan-Shueisha (Hitotsubashi Group)                                                          |
| Ben 10                                   | 2005         | Ước tính $6.68 billion    | - Retail sales – 6,681 billion đô la Mỹ | Animated series              | Man of Action Studios                             | Cartoon Network (AT&T) Bandai Namco Holdings (toys)                                               |
| Sailor Moon                              | 1991         | Ước tính $6.64 billion    | - Merchandise sales – 5 billion đô la Mỹ - Home entertainment – 546,2 million đô la Mỹ - Manga magazine – 346 million đô la Mỹ - Video games – 210 million đô la Mỹ - Manga volumes – 175,5 million đô la Mỹ - Anime box office – 42,12 million đô la Mỹ | Manga                        | Naoko Takeuchi                                    | Kodansha Toei Animation                                                                           |
| Twilight                                 | 2005         | Ước tính $6.39 billion    | - Box office – 3,344 billion đô la Mỹ - Book sales – 1,661 billion đô la Mỹ - DVD & Blu-ray sales – 948 million đô la Mỹ - Merchandise sales – 395 million đô la Mỹ - Video rentals – 45,4 million đô la Mỹ | Novel                        | Stephenie Meyer                                   | Little, Brown and Company Summit Entertainment                                                    |
| Digimon                                  | 1997         | Ước tính $6.36 billion    | - Licensed merchandise – 5,39 billion đô la Mỹ - Digital pets – 424,1 million đô la Mỹ - Manga & comic sales – 252 million đô la Mỹ - Box office – 143 million đô la Mỹ - Console games – 90,5 million đô la Mỹ - Home entertainment – 59,1 million đô la Mỹ | Digital pet                  | Akiyoshi Hongo Toei Animation Bandai              | Toei Company Bandai Namco Holdings                                                                |
| Tamagotchi                               | 1996         | Ước tính $6.2 billion     | - Digital pets – 2,955 billion đô la Mỹ - Licensed merchandise – 3,081 billion đô la Mỹ - Console games – 154 million đô la Mỹ - Box office – 6,8 million đô la Mỹ | Digital pet                  | Aki Maita Akihiro Yokoi Bandai                    | Bandai Namco Holdings                                                                             |
| Puzzle & Dragons                         | 2012         | Ước tính $6.1 billion     | - Video games – $6.103 billion | Trò chơi di động             | GungHo Online                                     | GungHo Online                                                                                     |
| Ice Age                                  | 2002         | $6 billion                | - Box office – $2.9 billion - Retail sales – $1.3 billion | Animated film                | Blue Sky Studios                                  | 20th Century Fox                                                                                  |
| Minecraft                                | 2009         | Ước tính $5.81 billion    | - Merchandise sales – 3,597 billion đô la Mỹ - Video games – 2,211 billion đô la Mỹ | Computer game                | Mojang                                            | Microsoft Studios                                                                                 |
| Aladdin                                  | 1992         | Ước tính $5.77 billion    | - Pachinko & arcades – 2,85 billion đô la Mỹ - VHS sales – 1,182 billion đô la Mỹ - Box office – 507 million đô la Mỹ - Merchandise sales – $500 million - Broadway musical – 353 million đô la Mỹ - Console games – $200 million - DVD & Blu-ray sales – 130 million đô la Mỹ - Soundtrack album – 47 million đô la Mỹ                                                                 | Animated film                | Walt Disney Animation Youhenna Diab               | The Walt Disney Company (franchise) Sega Sammy Holdings (games/pachinko)                          |
| The Phantom of the Opera                 | 1986         | Ước tính $5.76 billion    | - Musical theatre – 5,6 billion đô la Mỹ - Box office – 155 million đô la Mỹ | Musical theatre              | Andrew Lloyd Webber                               | Andrew Lloyd Webber                                                                               |
| Shrek                                    | 1990         | Ước tính $5.74 billion    | - Box office – 3,547 billion đô la Mỹ - Home entertainment – 1,922 billion đô la Mỹ - Merchandise sales – 275 million đô la Mỹ | Novel                        | William Steig DreamWorks Animation                | Universal Pictures (Comcast)                                                                      |
| League of Legends                        | 2009         | Ước tính $5.69 billion    | - Computer games – 5,69 billion đô la Mỹ | Computer game                | Riot Games                                        | Tencent Games                                                                                     |
| Fast & Furious                           | 2001         | Ước tính $5.59 billion    | - Box office – 5,139 billion đô la Mỹ - DVD & Blu-ray sales – 449 million đô la Mỹ | Film                         | Gary Scott Thompson                               | Universal Pictures (Comcast)                                                                      |
| Westward Journey                         | 2001         | Ước tính $5.55 billion    | - Video games – 5,55 billion đô la Mỹ | Computer game                | NetEase                                           | NetEase                                                                                           |
| Resident Evil                            | 1996         | Ước tính $5.24 billion    | - Video games – 3,311 billion đô la Mỹ - Box office – 1,237 billion đô la Mỹ - Pachinko sales – 520 million đô la Mỹ - DVD & Blu-ray sales – 168 million đô la Mỹ | Video game                   | Shinji Mikami Tokuro Fujiwara                     | Capcom                                                                                            |
| Case Closed / Detective Conan            | 1994         | Ước tính $5.16 billion    | - Manga magazine – 3,077 billion đô la Mỹ - Manga volumes – 1,161 billion đô la Mỹ - Anime box office – 811 million đô la Mỹ - Home entertainment – 108 million đô la Mỹ | Manga                        | Gosho Aoyama                                      | Shogakukan (Hitotsubashi Group) TMS Entertainment (Sega Sammy Holdings)                           |
| Halo                                     | 2001         | Ước tính $5.011 billion   | - Games & hardware – 5 billion đô la Mỹ - Anime DVD sales – 11 million đô la Mỹ | Video game                   | Bungie                                            | Microsoft                                                                                         |
| Mortal Kombat                            | 1992         | $5 billion                | - Video games – 1,878 billion đô la Mỹ - Box office – $173.6 million | Arcade game                  | Midway Games Chicago Ed Boon John Tobias          | Warner Bros. (AT&T)                                                                               |
| A Song of Ice and Fire / Game of Thrones | 1996         | Ước tính $4.98 billion    | - TV revenue – 4 billion đô la Mỹ - Book sales – 700 million đô la Mỹ - DVD & Blu-ray sales – 280 million đô la Mỹ - Box office – 1,9 million đô la Mỹ | Novel                        | George R. R. Martin                               | Random House WarnerMedia (AT&T)                                                                   |
| DC Extended Universe                     | 2013         | Ước tính $4.919 billion   | - Box office – 3,768 billion đô la Mỹ - Home video sales – 651 million đô la Mỹ - Merchandise sales – 500 million đô la Mỹ | Film                         | DC Entertainment                                  | DC Entertainment (AT&T)                                                                           |
| Monster Strike                           | 2013         | Ước tính $4.81 billion    | - Video games – 4,806 billion đô la Mỹ - Box office – 7 million đô la Mỹ | Mobile game                  | Yoshiki Okamoto                                   | Mixi                                                                                              |
| Slam Dunk                                | 1990         | Ước tính $4.81 billion    | - Manga magazine – 4,146 billion đô la Mỹ - Manga volumes – 591,4 million đô la Mỹ - Anime box office – 48,1 million đô la Mỹ - Anime DVD & Blu-ray – 19 million đô la Mỹ | Manga                        | Takehiko Inoue                                    | Shueisha (Hitotsubashi Group)                                                                     |
| Friends                                  | 1994         | Ước tính $4.67 billion    | - TV syndication – 3,5 billion đô la Mỹ - TV advertising – 1,166 billion đô la Mỹ | Television series            | David Crane Marta Kauffman                        | Bright/Kauffman/Crane Productions                                                                 |
| Beyblade                                 | 1999         | Ước tính $4.6 billion     | - Merchandise sales – 4,6 billion đô la Mỹ - Box office – 9 million đô la Mỹ | Manga                        | Takao Aoki                                        | Shogakukan (Hitotsubashi Group)                                                                   |
| The Big Bang Theory                      | 2007         | Ước tính $4.57 billion    | - TV advertising – 3,57 billion đô la Mỹ - TV syndication – 1 billion đô la Mỹ | Television series            | Chuck Lorre Bill Prady                            | CBS Corporation Warner Bros. (AT&T)                                                               |
| Kumamon                                  | 2010         | Ước tính $4.53 billion    | - Retail sales – 4,46 billion đô la Mỹ - Anime box office – 65 million đô la Mỹ | Cartoon                      | Kumamoto Prefecture                               | Kumamoto Prefecture                                                                               |
| Yo-kai Watch                             | 2013         | Ước tính $4.37 billion    | - Merchandise sales – 3,484 billion đô la Mỹ - Video games – 690 million đô la Mỹ - Anime box office – 159,2 million đô la Mỹ - Pachinko sales – 135 million đô la Mỹ - Home entertainment – 39 million đô la Mỹ | Video game                   | Level-5                                           | Level-5 Nintendo                                                                                  |
| Assassin's Creed                         | 2007         | Ước tính $4.34 billion    | - Video games – $4.091 billion - Box office – $241 million - DVD & Blu-ray sales – $12.4 million | Video game                   | Patrice Désilets Jade Raymond Corey May           | Ubisoft                                                                                           |
| Rurouni Kenshin / Samurai X              | 1994         | Ước tính $4.28 billion    | - Manga magazine – 3,736 billion đô la Mỹ - Manga volumes – 360 million đô la Mỹ - Box office – 134 million đô la Mỹ - Anime video sales – 51 million đô la Mỹ | Manga                        | Nobuhiro Watsuki                                  | Shueisha (Hitotsubashi Group)                                                                     |
| My Little Pony: Friendship Is Magic      | 2010         | Ước tính $4.23 billion    | - Retail sales – 4,226 billion đô la Mỹ | Animated series              | Lauren Faust Bonnie Zacherle                      | Hasbro                                                                                            |
| Hunter × Hunter                          | 1998         | Ước tính $4.15 billion    | - Manga magazine – 3,798 billion đô la Mỹ - Manga volumes – 324,1 million đô la Mỹ - Anime box office – 20,1 million đô la Mỹ - Anime DVD & Blu-ray – 6,3 million đô la Mỹ | Manga                        | Yoshihiro Togashi                                 | Shueisha (Hitotsubashi Group)                                                                     |
| Seinfeld                                 | 1989         | Ước tính $4.06 billion    | - TV revenue – $4.06 billion | Television series            | Larry David Jerry Seinfeld                        | National Broadcasting Company (Comcast)                                                           |
| The Hunger Games                         | 2008         | Ước tính $4.05 billion    | - Phòng vé – 2,968 billion đô la Mỹ - DVD & Blu-ray – 652 million đô la Mỹ | Novel                        | Suzanne Collins                                   | Scholastic Corporation Lionsgate                                                                  |
| Mission: Impossible                      | 1966         | $4 billion                | - Box office – 2,8 billion đô la Mỹ - DVD & Blu-ray sales – 124 million đô la Mỹ | Television series            | Bruce Geller                                      | Paramount Pictures (Viacom)                                                                       |
| Gran Turismo                             | 1997         | Ước tính $4 billion       | - Video games – 4 billion đô la Mỹ | Video game                   | Kazunori Yamauchi Polyphony Digital               | Sony                                                                                              |
| Beauty and the Beast                     | 1991         | Ước tính $3.98 billion    | - Box office – $1.689 billion - Musical theatre – 1,6 billion đô la Mỹ - VHS sales – $318 million - DVD & Blu-ray – $305.7 million | Animated film                | Don Hahn Gabrielle-Suzanne de Villeneuve          | The Walt Disney Company                                                                           |
| Kinnikuman / Ultimate Muscle             | 1987         | Ước tính $3.82 billion    | - Manga magazine – 3,387 billion đô la Mỹ - Manga volumes – 376 million đô la Mỹ - Anime box office – 27 million đô la Mỹ - Anime DVD sales – 26 million đô la Mỹ | Manga                        | Yudetamago                                        | Shueisha (Hitotsubashi Group) Toei Company                                                        |
| G.I. Joe                                 | 1942         | Ước tính $3.7 billion     | - Merchandise sales – 2,9 billion đô la Mỹ - Box office – 678 million đô la Mỹ - DVD & Blu-ray – 126 million đô la Mỹ | Comic                        | Dave Breger                                       | Hasbro                                                                                            |
| Candy Crush Saga                         | 2012         | Ước tính $3.68 billion    | - Mobile games – 3,681 billion đô la Mỹ | Mobile game                  | King                                              | King (Activision Blizzard)                                                                        |
| Monster Hunter                           | 2004         | Ước tính $3.58 billion    | - Video games – 2,539 billion đô la Mỹ - Pachinko sales – 900,1 million đô la Mỹ - Licensed merchandise – 142 million đô la Mỹ | Video game                   | Capcom                                            | Capcom                                                                                            |
| Lego Movie                               | 2014         | Ước tính $3.57 billion    | - Merchandise sales – 2,46 billion đô la Mỹ - Box office – 904 million đô la Mỹ - DVD & Blu-ray sales – 202 million đô la Mỹ | Animated film                | Phil Lord Christopher Miller                      | Warner Bros. (AT&T) The Lego Group                                                                |
| Terminator                               | 1984         | Ước tính $3.52 billion    | - Box office – 1,843 billion đô la Mỹ - Pachinko sales – 150 million đô la Mỹ - VHS rentals – 70 million đô la Mỹ - DVD & Blu-ray sales – 81 million đô la Mỹ | Film                         | James Cameron Gale Anne Hurd                      | Skydance Media                                                                                    |
| Magic: The Gathering                     | 1993         | Ước tính $3.52 billion    | - Card game – 3,498 billion đô la Mỹ - Computer game – 20,6 million đô la Mỹ | Card game                    | Richard Garfield                                  | Wizards of the Coast (Hasbro)                                                                     |
| Skylanders                               | 2011         | $3.5 billion              | - Licensed merchandise – 1,858 billion đô la Mỹ | Video game                   | Toys for Bob                                      | Activision (Activision Blizzard)                                                                  |
| The Wicked Years                         | 1995         | Ước tính $3.5 billion     | - Musical theatre – 3,499 billion đô la Mỹ | Novel                        | Gregory Maguire                                   | HarperCollins                                                                                     |
| The Legend of Zelda                      | 1986         | Ước tính $3.44 billion    | - Video games – 3,253 billion đô la Mỹ - Merchandise sales – 129 million đô la Mỹ - Manga sales – 54 million đô la Mỹ | Video game                   | Shigeru Miyamoto                                  | Nintendo                                                                                          |
| Avatar                                   | 2009         | Ước tính $3.34 billion    | - Box office – $2.788 billion - DVD & Blu-ray sales – $399 million - Merchandise sales – $153 million | Film                         | James Cameron                                     | 20th Century Fox                                                                                  |
| Astro Boy                                | 1952         | Ước tính $3.15 billion    | - Merchandise sales – 3 billion đô la Mỹ - Manga sales – 100,3 million đô la Mỹ - Box office – 42 million đô la Mỹ - DVD & Blu-ray sales – 10,2 million đô la Mỹ | Manga                        | Osamu Tezuka                                      | Tezuka Productions                                                                                |
| Tomb Raider                              | 1996         | Ước tính $3.12 billion    | - Video games – 2,08 billion đô la Mỹ - Box office – 705 million đô la Mỹ - Pachinko sales – 300 million đô la Mỹ - DVD rentals – 36,6 million đô la Mỹ | Video game                   | Core Design                                       | Square Enix                                                                                       |
| Hamtaro                                  | 1997         | Ước tính $3.11 billion    | - Retail sales – 3,109 billion đô la Mỹ | Manga                        | Ritsuko Kawai                                     | Shogakukan (Hitotsubashi Group)                                                                   |
| Les Misérables                           | 1980         | Ước tính $3.12 billion    | - Musical theatre – 2,6 billion đô la Mỹ - Box office – 442 million đô la Mỹ - DVD & Blu-ray sales – 82 million đô la Mỹ | Musical theatre              | Alain Boublil Victor Hugo                         | Cameron Mackintosh Overseas                                                                       |
| Care Bears                               | 1981         | Ước tính $3.06 billion    | - Retail sales – 3 billion đô la Mỹ - Box office – 52 million đô la Mỹ | Greeting card                | American Greetings                                | American Greetings                                                                                |